# Quartier de Bercy
Quartier de Bercy (čtvrť Bercy) je 47. administrativní čtvrť v Paříži, která je součástí 12. městského obvodu. Má rozlohu 190,3 ha, z nichž ovšem téměř 40 % zabírá železnice. Hranice čtvrti tvoří Boulevard périphérique na jihu, řeka Seina na západě, ulice Rue Villiot a Rue de Rambouillet na severu a Rue de Charenton na východě. V 80. letech 20. století prošla čtvrť rozsáhlou modernizací a přestavbou, jíž symbolem jsou Palais omnisports de Paris-Bercy (1984) a budova Ministerstva hospodářství, financí a průmyslu (1990).

## Historie

Při stavebních pracích zde byly objeveny na levém břehu bývalého ramene Seiny pozůstatky vesnice ze 4. až 3. tisíciletí př. n. l. Našly se zde monoxyl, šíp a luk a nástroje z kostí a kamene. Jsou to nejstarší stopy lidského osídlení na území dnešní Paříže.
Jméno Bercy se poprvé objevuje ve 12. století. Panství patřilo rodině de Montmorency a po nich přešlo do rukou rodiny Malons, která zde nechala architektem Louisem Le Vau (1612–1670) v 17. století vybudovat z tvrze rozsáhlý zámek. V té době byla hustě osídlena oblast podél Seiny. Vesnice Bercy byla až do roku 1860 samostatná a poté byla rozdělena mezi města Paříž a Charenton-le-Pont.
V 19. století zde vyrostla železnice do Lyonu spolu s rozsáhlým Lyonským nádražím (jeho budova se ovšem nachází už na území sousední čtvrti Quinze-Vingts). Spolu s ním se rozšířily sklady obchodníků s vínem. Ty zde stály již od 18. století a skladovalo se v nich víno, které se do Paříže přepravovalo po Seině, později i po železnici. Tento obchod trval až do poloviny 20. století.

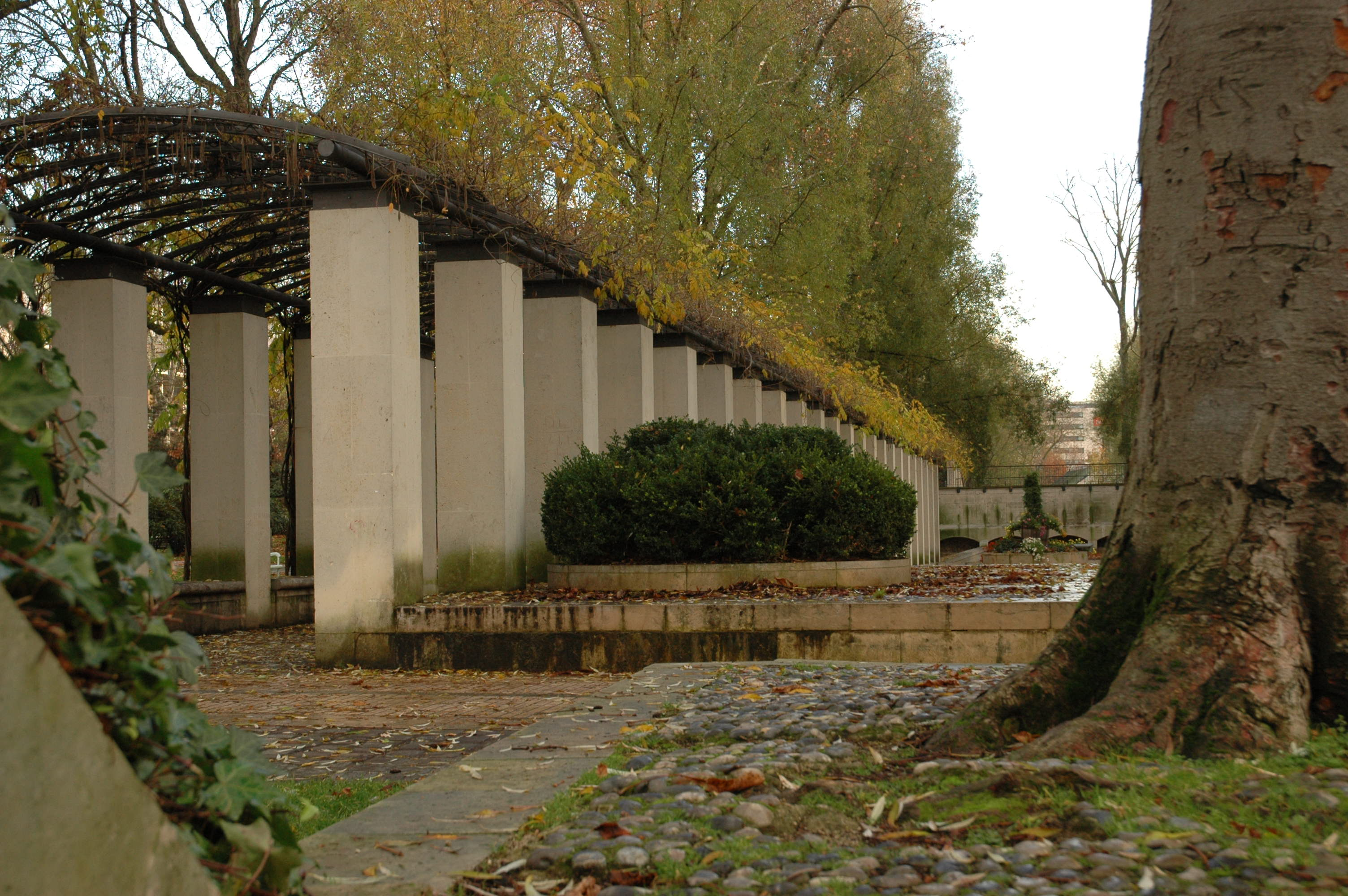
Parc de Bercy

Tyto staré sklady byly na konci 20. století zčásti zbořeny a na jejich místě vznikl Parc de Bercy (v letech 1993–1997) a zčásti přestavěny na obchodní centrum Bercy Village, pod kterým se nachází stanice metra Cour Saint-Emilion nové linky 14. Tím byla završena přestavba celé čtvrti, která trvala od počátku 80. let.

## Vývoj počtu obyvatel
| Rok sčítání | Počet obyvatel | Hustota zalidnění (ob./km²) |
| ----------- | -------------- | --------------------------- |
| 1954        | 9 928          | 5 217                       |
| 1962        | 10 133         | 5 325                       |
| 1968        | 9 109          | 4 787                       |
| 1975        | 7 655          | 4 023                       |
| 1982        | 8 252          | 4 336                       |
| 1990        | 8 305          | 4 364                       |
| 1999        | 13 987         | 7 350                       |